# Alatotrochus rubescens
Alatotrochus rubescens is een rifkoralensoort uit de familie van de Turbinoliidae. De wetenschappelijke naam van de soort is voor het eerst geldig gepubliceerd in 1876 door Moseley.